# Sercœur
Sercœur település Franciaországban, Vosges megyében. Lakosainak száma 224 fő (2022. január 1.). Sercœur Aydoilles, Dignonville, Dompierre, Longchamp, Padoux, Vaudéville és Villoncourt községekkel határos.

## Népesség
A település népessége az elmúlt években az alábbi módon változott:
| Lakosok száma | 256  | 237  | 243  | 240  | 235  | 231  | 226  | 225  | 224  |
|               | 2013 | 2015 | 2016 | 2017 | 2018 | 2019 | 2020 | 2021 | 2022 |